# Dominique Baeyens
Dominique Baeyens (Sint-Agatha-Berchem, 21 februari 1956) is een Belgische voormalige volleybalspeler en -coach. 

## Levensloop
Hij speelde onder meer voor Kruikenburg Ternat (1x beker van België), Knack Roeselare en Cera Ternat.
Bij laatstgenoemde club maakte hij zijn debuut als trainer. Zijn verdere trainingscarrière leidde langs VC Zellik (3x landskampioen), Knack Roeselare (6x landskampioen en 4x beker) en vanaf maart 2012 de Belgische nationale ploeg, een functie die hij vier jaar uitoefende. Baeyens werd achtmaal verkozen tot 'Trainer van het Jaar'.
Baeyens liep school aan het Sint-Jozefinstituut te Ternat. Vervolgens studeerde hij lichamelijke opvoeding aan de VUB. Van beroep was hij werkzaam op de sportdienst van de gemeente Ternat en in een Anderlechtse school uit het provinciaal onderwijs.
Zijn dochter Nena en Hanne zijn eveneens actief in het volleybal.